# 299 v.Chr.
Het jaar 299 v.Chr. is een jaartal volgens de christelijke jaartelling.

## Gebeurtenissen

### Italië
- Rome verovert aan de Tiber de Umbrische stad Nequinum en sticht de Latijnse kolonie Narnia, hierdoor ontstaat er een conflict tussen de Romeinen en Etrusken.

## Egypte
- De opdracht tot de bouw van de Pharos van Alexandrië wordt gegeven door koning Ptolemaios I Soter.